# Anthony Browne, I visconte Montagu
Anthony Browne, I visconte Montagu (Inghilterra, 29 novembre 1528 – West Horsley, 19 ottobre 1592), è stato un nobile e politico inglese.

## Biografia
Anthony Browne era il figlio primogenito dei sei figli di Sir Anthony Browne e della sua prima moglie, Alice Gage (m. 31 marzo 1540/1), figlia di Sir John Gage di Firle, Sussex.
Browne venne eletto come membro del parlamento per la costituente di Guildford nel 1545, e nominato portabandiera assieme a suo padre nel 1546. Prima del 16 febbraio 1547 venne nominato scudiero delle stalle reali. Venne incluso poco dopo nel novero dei cavalieri dell'Ordine del Bagno all'incoronazione di Edoardo VI il 20 febbraio 1547.
Secondo Elzinga le visioni conservatrici di Browne, e in particolare il sostegno da lui concesso incondizionatamente alla figlia di Enrico VIII, la principessa Maria, contrastante al regime edoardiano, gli valsero comunque la rielezione alla costituente di Guildford nel 1547, e alla morte di suo padre il 28 aprile 1548 gli venne permesso di ottenere un compenso di 333 sterline, pur venendo rimpiazzato come portabandiera perché ritenuto troppo giovane per ricoprire da solo tale carica. Ereditò da suo padre un patrimonio tale da consentirgli una rendita annua di più di 1100 sterline. Raggiunta la maggiore età venne restaurato alla sua posizione di portabandiera e poté entrare in possesso delle terre di suo padre dal 4 maggio 1550.
Dal 1552 al 1553 fu Sceriffo del Surrey e del Sussex, per poi tornare come parlamentare per la costituente di Petersfield, Hampshire, dal marzo del 1553. Si conosce ben poco di questo suo ruolo alla Camera dei Comuni, defilandosi quindi dalla crisi di successione che seguì la morte di Edoardo VI, pur avendo ricevuto lettere dal Privy Council l'8 luglio 1553 e due giorni da Lady Jane Grey.
Dopo l'ascesa al trono della regina Maria nel luglio del 1553 Browne venne nominato a diversi incarichi presso la corte. Dall'ottobre del 1553 fu Custode di Guildford Park. Nell'aprile del 1554 venne nominato maestro di stalla del consorte della regina Maria, Filippo II di Spagna, ottenendo così uno stipendio annuo di duecento sterline. Dal giugno del 1554 divenne steward e custode della cassa di Hampton Court, ma già nel settembre del 1554 il re Filippo lo rimpiazzò con alcuni suoi uomini di fiducia spagnoli e Browne perse il proprio incarico di maestro di stalla. Browne continuò comunque a ricoprire anche incarichi civili. Nell'aprile del 1554 venne eletto Knight of the Shire per il Surrey, e nello stesso anno fu Justice of the Peace del Surrey e del Sussex.
Al matrimonio della regina Maria con il re Filippo II a Hampton Court, il 2 settembre 1554, la seconda moglie di Browne, Magdalen Dacre, fece parte del corteo processionale, e Browne venne elevato nella parìa con il titolo di visconte Montagu. Prese un seggio alla Camera dei lord il 12 novembre successivo.
Dal 16 febbraio al 24 agosto 1555 Montagu viaggiò a Roma e fu uno degli ambasciatori inglesi inviati a trattare con il papa Giulio III per restaurare il cattolicesimo in Inghilterra. Il 17 ottobre 1555 venne compreso tra i cavalieri dell'Ordine della Giarrettiera. Nel 1557 prestò servizio sotto William Herbert, I conte di Pembroke, come tenente generale delle forze inglesi in Piccardia durante l'assedio di San Quintino. Il 28 aprile 1557 venne nominato membro del Privy Council. Fu uno dei quindici esecutori testamentari delle ultime volontà della regina Maria e uno dei cerimonieri al suo funerale.
Quando la regina Elisabetta salì al trono, nel novembre del 1558, Montagu venne rimpiazzato al Privy Council, e al parlamento nel 1559 egli si espresse negativamente rispetto alle nuove misure religiose volute dalla sovrana, inclusa la legge di non conformità religiosa che ristabiliva de facto la supremazia reale e dissolveva le case religiose del regno che erano state restaurate dalla regina Maria (Montagu stesso ne aveva fondate due, una all'abbazia di Battle e l'altra a Midhurst). Nel 1563 si espresse ancora negativamente sulla supremazia regia. Malgrado questa sua opposizione il visconte Montagu fu comunque in grado di mantenere il favore della regina Elisabetta con prudenza e lealtà, al punto che dal 1560 al 1565 venne inviato in missione diplomatica in Spagna.
Montagu, secondo Elzinga, godeva attorno agli anni sessanta del Cinquecento una fortuna annua di 2000-3000 sterline di entrate ed era uno dei pari più ricchi del Sussex, venendo tra l'altro nominato Lord luogotenente del Sussex nel corso della Ribellione del nord del 1569. A ogni modo, nel novembre di quello stesso anno, sia Montagu sia il suo genero, Henry Wriothesley, II conte di Southampton, vennero implicati nella ribellione stessa. In una lettera datata 1º dicembre 1569 l'ambasciatore spagnolo, Guerau de Espes, scriveva al duca d'Alba che sia Montagu sia Southampton "mi hanno chiesto consiglio su come prendere le armi per sopraffare il governo di Vostra Eccellenza". Montagu e Southampton, secondo Akrigg, avrebbero cercato di fuggire nelle Fiandre, ma dovettero ritornare in patria per venti contrari. Venne quindi loro ordinato immediatamente di recarsi a corte per spiegare le loro azioni, ma né Montagu né suo genero non solo non dissero nulla, ma non vennero mai puniti per il loro coinvolgimento nella faccenda.
L'anno successivo il genero di Montagu si cacciò in guai ancora più seri, anche se Montagu riuscì a cavarsela senza problemi. Dopo che il papa Pio V ebbe scomunicato la regina i cattolici inglesi dovettero dichiarare la loro fedeltà alla sovrana. Southampton cercò consiglio di John Lesley, vescovo di Ross, in un incontro segreto presso le paludi di Lambeth, dove i due vennero intercettati da una sentinella e, di conseguenza, il 18 giugno 1570 il Privy Council ordinò l'arresto di Southampton confinandolo nella casa di Henry Beecher, lo sceriffo di Londra. Il 15 luglio venne posto in custodia di Sir William More a Loseley, dove More ottenne precise istruzioni di provare a convertire il prigioniero. Dopo un solenne e pubblico giuramento Southampton venne rilasciato nel novembre di quello stesso anno.
Un anno dopo, nel settembre del 1571, con lo scoppio del complotto di Ridolfi, il vescovo di Ross fece incriminare Southampton rivelando l'intera storia del loro incontro a Lambeth. Southampton venne quindi nuovamente arrestato alla fine di ottobre e confinato nella Torre di Londra per diciotto mesi. Il suo rilascio avvenne il 1º maggio 1573 e nuovamente venne posto sotto la custodia di Sir William More a Loseley. Il 14 luglio gli venne permesso di vivere con il suocero visconte Montagu a Cowdray, anche se la sua libertà continuò a essere ristretta, al punto che il 6 ottobre 1573 lo stesso Southampton ricevette una lettera da parte di sir William More da Cowdray House che gli annunciava la nascita di suo figlio, Henry Wriothesley, III conte di Southampton.
L'anno precedente alla morte di Southampton le relazioni di Montagu con il genero erano seriamente peggiorate. Nel 1577 Southampton, per ragioni sconosciute, proibì a sua moglie di vedere un certo Donsame, "uomo comune". Quando nel 1580 venne riportato di averli visti insieme a Dogmersfield i due si separarono definitivamente, costringendo però la moglie a vivere nella residenza dell'Hampshire sotto stretta sorveglianza. La contessa si difese scrivendo una lunga lettera a suo padre il 21 marzo 1580, negando l'adulterio e accusando uno dei servi del conte, Thomas Dymock, di essere stato la causa del peggioramento delle relazioni tra lei e il marito.
Quando nel 1585 scoppiò la guerra con la Spagna Montagu venne rimosso dalla propria posizione di Lord luogotenente. L'anno successivo, però, diede prova della propria lealtà alla regina distinguendosi per essere uno dei pari che accusarono la regina Maria Stuarda, agendo nel 1588 contro l'Invincibile Armata, guidando il suo gruppo di cavalieri con suo figlio e suo nipote. Nell'agosto del 1591 la regina onorò Montagu trascorrendo sei giorni a Cowdray House. Il trattamento per la sovrana fu ottimale, al punto che ella conferì alcuni cavalierati al secondogenito di Montagu, George Browne, e al genero di Montagu, Robert Dormer, I barone Dormer.
Nel 1590 Montagu e sua figlia, Mary, negoziarono con Lord Burghley per un matrimonio tra il figlio di Mary, Henry Wriothesley, III conte di Southampton, e la nipote primogenita di lord Burghley, Elizabeth Vere, figlia della figlia di lord Burghley, Anne Cecil, e di Edward de Vere. Tuttavia il matrimonio non era di gradimento a Southampton, il quale si rifiutò di pagare la dote per il matrimonio.

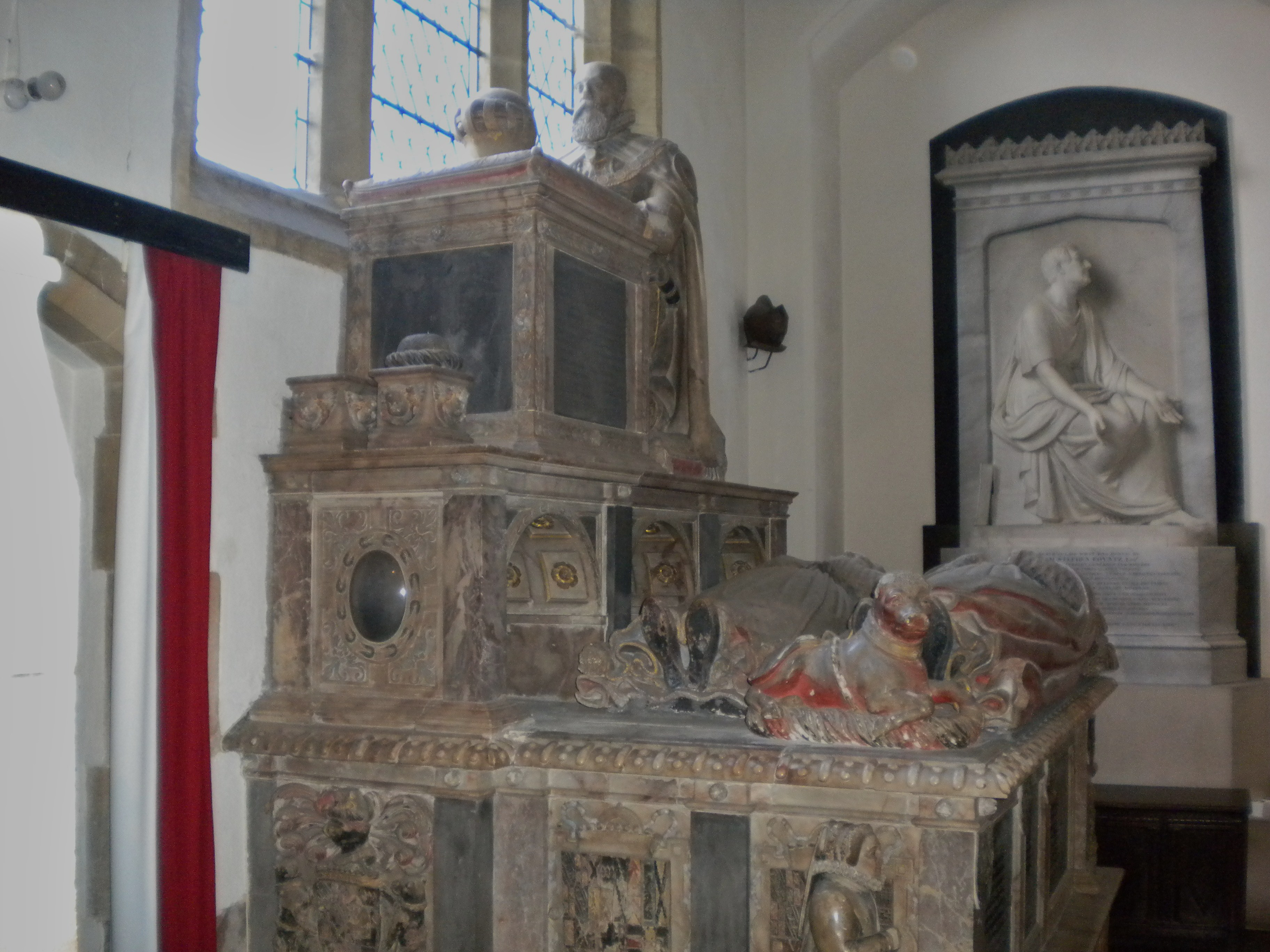
Monumento di Montagu nella parrocchia di St Mary a Easebourne, Sussex

Montagu morì nel suo castello a West Horsley nel Surrey, il 19 ottobre 1592, dopo una lunga malattia; venne sepolto a Midhurst nel Sussex il 6 dicembre. La sua tomba, di marmo e alabastro, sormontata dalla sua effigie in ginocchio e le statue delle sue due mogli, è un'opera d'arte straordinaria e unica nel suo genere.
Nel 1851 il monumento di Montagu venne spostato da Midhurst alla chiesa di St Mary a Easebourne, Sussex.

## Matrimonio e figli

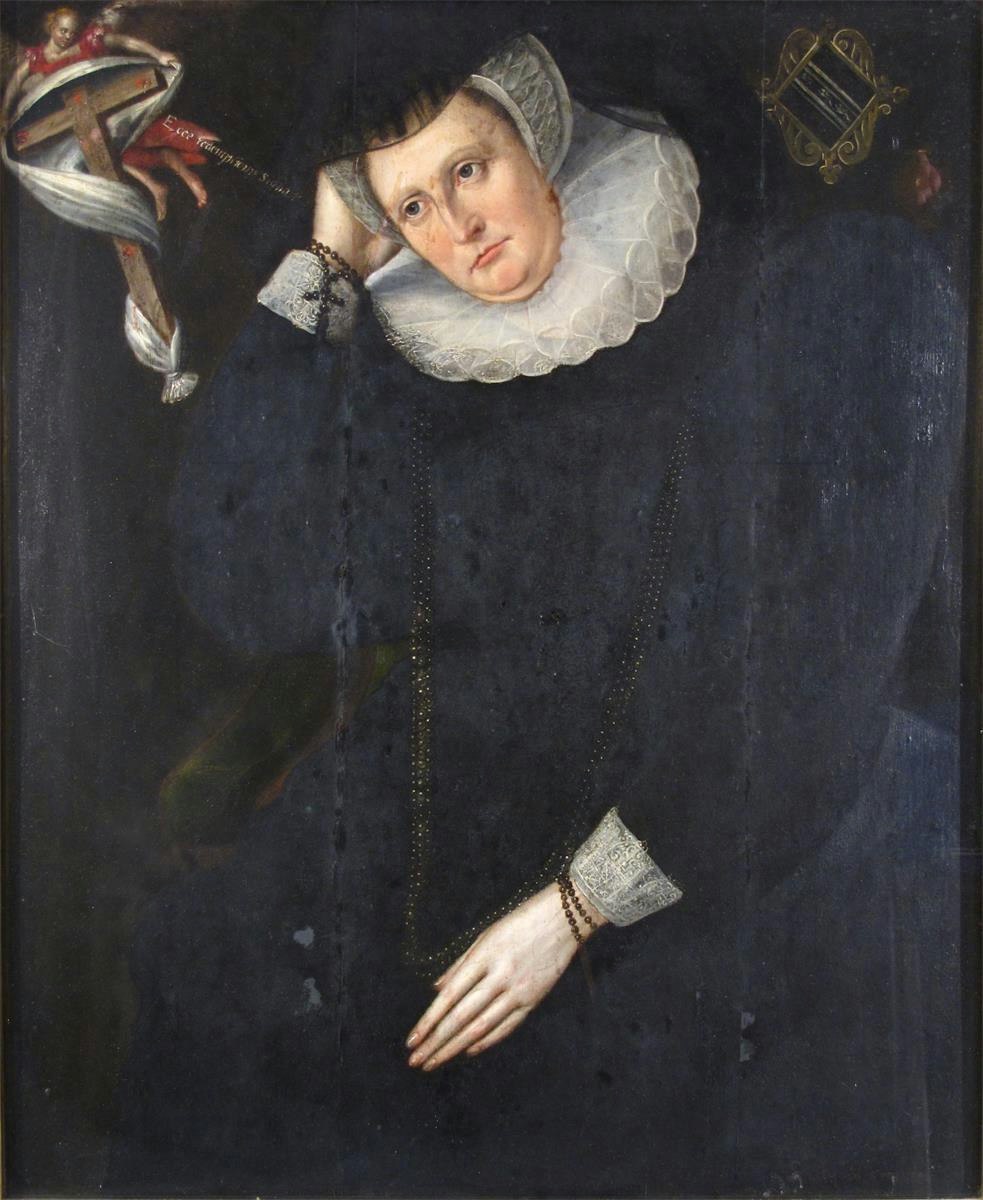
Mary Dormer/Browne o Elizabeth Dormer/Browne vedova, c. 1592 or c. 1616, olio su tavola, (35 x 29 inch.).

Anthony Browne sposò in prime nozze Jane Radcliffe, figlia di Robert Radcliffe, I conte di Sussex, dalla quale ebbe un figlio e una figlia:
- Anthony Browne (22 luglio 1552 – 29 giugno 1592), sposò Mary Dormer, figlia di Sir William Dormer (m.1575) e della sua seconda moglie, Dorothy Catesby. Premorì al padre di quattro mesi lasciando un unico figlio a succedergli, Anthony, che divenne II visconte Montagu.
- Mary Browne, sposò in prime nozze Henry Wriothesley, II conte di Southampton, dal quale ebbe un figlio, Henry Wriothesley, III conte di Southampton, ed una figlia, Mary, che sposò Thomas Arundell, I barone Arundell di Wardour. In seconde nozze sposò Sir Thomas Heneage, ed in terze nozze William Hervey, I barone Hervey, ma non ebbe figli da queste relazioni.

Dopo la morte della prima moglie il 22 luglio 1552, di parto, Montagu sposò prima del 10 dicembre 1558 Magdalen Dacre (m. 8 aprile 1608), figlia di William Dacre, IV barone Dacre di Gilsland, e di sua moglie Elizabeth Talbot, figlia di George Talbot, IV conte di Shrewsbury, dalla quale ebbe tre figli e tre figlie:
- Sir George Browne (m. aprile 1615), sposò Elizabeth Lawe, ed ebbe discendenza.
- Sir Henry Browne, sposò in prime nozze Anne Catesby, ed in seconde nozze Elizabeth Hungate.
- Thomas Browne.
- Elizabeth Browne (m.1631), sposò Robert Dormer, I barone Dormer, figlio di Sir William Dormer e della sua seconda moglie, Dorothy Catesby (m.1613).
- Mabel Browne, sposò Sir Henry Capel.[17]
- Jane Browne, sposò Sir Francis Lacon.